# Zealandortalis interrupta
Zealandortalis interrupta är en tvåvingeart som beskrevs av Malloch 1930. Zealandortalis interrupta ingår i släktet Zealandortalis och familjen bredmunsflugor. Inga underarter finns listade i Catalogue of Life.